# Mathieu Gari
 (29 août 2022).
Mathieu Gari est un scénariste, réalisateur et producteur français, né le 20 mars 1983.

## Biographie
Anthropologue de formation, Mathieu Gari fait ses débuts au cinéma en 2012 en réalisant et produisant son premier film tourné à Barcelone en langue espagnole, un moyen métrage de fiction.
Le tournage de son premier long métrage, Un sol frío en verano (film, 2016), se déroule en 2014 en Andalousie avec une équipe technique réduite de trois personnes. Il sort en salles en France en février 2016. 
Son deuxième long métrage, sorti au cinéma en juin 2017, Un, deux, trois..., film autoproduit comme le précédent, avec une équipe technique toujours plus restreinte, est son premier film réalisé en français.  
Monteur de la majorité de ses films, Mathieu Gari a occupé également le poste de chef opérateur sur son dernier film,.

### Réception des films
Tout en saluant le mérite de réaliser ses films avec extrêmement peu de moyens,,, la critique reçoit de manière mitigée ses deux longs métrages. Si Le Monde consacre une critique assez favorable à son premier long métrage, en évoquant la beauté des images et un travail soigné du son, la journaliste émet des doutes quant au scénario sibyllin. Le Nouvel Obs pointe le clivage que peut susciter le film, tandis que le journaliste de Première n'y voit qu'un « délire arty ».
Un, deux, trois... connait le même sort : le journaliste des Fiches du cinéma est enchanté par le film, quand celui de Télérama n'y voit qu'un travail inabouti, alors que la journaliste de Studio Ciné Live pointe pauvreté de la mise en scène et faiblesse narrative. 
Le magazine Trois couleurs contient des critiques positives pour l'un comme l'autre des longs métrages,.

### Collaborations artistiques
La comédienne française Marie Colomb,, premier rôle féminin d'Un, deux, trois...., a obtenu par la suite le premier rôle dans la série Laëtitia de Jean-Xavier de Lestrade (en 2019) et un second rôle dans As bestas de Rodrigo Sorogoyen (en 2021).
Alexandra Pocquet, l'étalonneuse d'Un, deux, trois..., a notamment travaillé avec la directrice de photographie Caroline Champetier sur le film Holly Motors du réalisateur Leos Carax. 

## Filmographie

### Réalisateur

#### Moyen métrage
- 2013 : Nos vemos mañana (trad. fr : on se voit demain)[19]

#### Longs métrages
- 2016 : Un soleil froid en été
- 2017 : Un, deux, trois...

### Scénariste
- 2013 : Nos vemos mañana, coécrit avec Óliver Novelles et Elena Saura[19]
- 2016 : Un soleil froid en été
- 2017 : Un, deux, trois...

### Producteur délégué
- 2013 : Nos vemos mañana (société de production : Un pas dans le vide)[19]

## Publications
- Production, distribution, exploitation : coauteur, Une salle obscure (coll. dictionnaires du cinéma), Éditions en Apnée, 2021[20]